# Canton de Neuville-de-Poitou
Le canton de Neuville-de-Poitou est un ancien canton français situé dans le département de la Vienne et la région Poitou-Charentes.

## Géographie
Ce canton était organisé autour de Neuville-de-Poitou dans l'arrondissement de Poitiers. Son altitude varie de 61 m (Marigny-Brizay) à 158 m (Vendeuvre-du-Poitou) pour une altitude moyenne de 121 m.

## Représentation

### Conseillers généraux de 1833 à 2015
| Période         | Période          | Identité                   | Étiquette    | Qualité |
| --------------- | ---------------- | -------------------------- | ------------ | --- |
| 1833            | 1836             | Baron Jean Chemineau       |              | Général de division Baron de l'Empire, lieutenant général Chevalier de Saint Louis Propriétaire à Vendeuvre-du-Poitou                                                             |
| 1836            | 1877             | Charles Hyacinthe Calmeil  |              | Bâtonnier de l'ordre des Avocats à Poitiers Président du Conseil Général de 1852 à 1877                                                                                           |
| 1877            | 1883             | Achille Dècle              | Bonapartiste | Banquier Maire de Neuville-de-Poitou (1866-1878) |
| 1883            | 1901             | Augustin Claude Marquet    | Républicain  | Premier Président de la Cour d'appel d'Amiens |
| 1901            | 1935 (démission) | Raoul Péret                | U.Dém.Rad.   | Avocat Maire de Vendeuvre-du-Poitou Député (1902-1927) Président de la Chambre des Députés (1920-1924 et 1926-1927) Sénateur (1927-1936) Président du Conseil Général (1920-1925) |
| 1936            | 1937             | Désiré Massard             | RG           | Maire de Chabournay |
| 1937            | 1940             | Ferdinand Marcoux          | SFIO         | Propriétaire exploitant à Blaslay |
|                 |                  |                            |              | |
| 1945            | 1953 (décès)     | Ferdinand Marcoux          | SFIO         | Propriétaire exploitant à Blaslay Membre du Comité Départemental de Libération de la Vienne                                                                                       |
| 12 juillet 1953 | 1967             | Joseph Ouvrard (1897-1984) | SFIO         | Cultivateur Maire de Blaslay |
| 1967            | 1973             | René Métayer               | UDR          | Médecin Député (1973-1978) Maire de Neuville-de-Poitou (1971-1977) |
| 1973            | 2004             | Serge Chamoret-Devergue    | PS           | Professeur d'éducation physique et sportive Maire de Neuville-de-Poitou (1977-1983) Député suppléant de Jacques Santrot                                                           |
| 2004            | 2015             | Yves Rouleau               | PS           | Cadre de la Chambre de Commerce et de l'Industrie Maire-adjoint de Neuville-de-Poitou                                                                                             |

### Conseillers d'arrondissement (de 1833 à 1940)
| Période                                  | Période | Identité                      | Étiquette   | Qualité |
| ---------------------------------------- | ------- | ----------------------------- | ----------- | --- |
| 1833                                     | 1845    | Augustin Jacquemin            |             | Notaire à Neuville                                                                                          |
| 1845                                     | 1848    | Zéphirin Béra (1784-1857)     |             | Juge de paix à Neuville                                                                                     |
|                                          |         |                               |             | |
| av.1880                                  |         | Alexandre Thiault (1823-1893) | Républicain | Maire de Neuville (1878-1882)                                                                               |
|                                          |         |                               |             | |
| av.1919                                  | 1922    | Ulysse dit Élie Bézagu        | Républicain | Agriculteur et viticulteur à Cissé, maire de Neuville                                                       |
| 1922                                     | 1928    | M. Chaumont                   | SFIO        | |
| 1928                                     | 1940    | Alfred Constantin             | Républicain | Docteur en médecine à Neuville                                                                              |
| 1940                                     |         |                               |             | Les conseils d'arrondissement ont été suspendus par la loi du 12 octobre 1940 et n'ont jamais été réactivés |
| Les données manquantes sont à compléter. |         |                               |             | |

## Composition
Le canton de Neuville-de-Poitou regroupait 11 communes et comptait 16 562 habitants (recensement de 2007 populations municipales).
| Nom                            | Code Insee | Codepostal | Superficie (km2) | Population (dernière pop. légale) | Densité (hab./km2) |
| ------------------------------ | ---------- | ---------- | ---------------- | --------------------------------- | ------------------ |
| Neuville-de-Poitou (chef-lieu) | 86177      | 86170      | 17,06            | 5 265 (2012)                      | 309                |
| Avanton                        | 86016      | 86170      | 10,80            | 1 871 (2012)                      | 173                |
| Blaslay                        | 86030      |            | 19,67            | 561 (2012)                        | 29                 |
| Chabournay                     | 86048      | 86380      | 5,84             | 982 (2012)                        | 168                |
| Charrais                       | 86060      |            | 14,63            | 1 037 (2012)                      | 71                 |
| Cheneché                       | 86071      |            | 5,15             | 352 (2012)                        | 68                 |
| Cissé                          | 86076      | 86170      | 16,92            | 2 624 (2012)                      | 155                |
| Marigny-Brizay                 | 86146      |            | 20,81            | 1 236 (2012)                      | 59                 |
| Vendeuvre-du-Poitou            | 86281      |            | 41,62            | 3 107 (2012)                      | 75                 |
| Villiers                       | 86292      | 86190      | 10,87            | 857 (2012)                        | 79                 |
| Yversay                        | 86300      | 86170      | 5,95             | 358 (2012)                        | 60                 |

## Démographie
| 1962  | 1968  | 1975  | 1982   | 1990   | 1999   | 2006   | 2011   | 2012   |
| ----- | ----- | ----- | ------ | ------ | ------ | ------ | ------ | ------ |
| 9 529 | 9 455 | 9 870 | 11 947 | 12 972 | 13 894 | 16 222 | 17 896 | 18 250 |

## Sources
1. ↑  « Ministère de la culture - Base Léonore », sur culture.gouv.fr (consulté le 18 avril 2023).
2. ↑  « Le Temps » , sur Gallica, 28 janvier 1936 (consulté le 13 septembre 2020).
3. ↑  Structure de la population du canton de 1968 à l'année de la dernière population légale connue
4. ↑  Fiches Insee - Populations légales du canton pour les années 2006, 2011, 2012